# Pavonis Chasma
Il Pavonis Chasma è una formazione geologica della superficie di Marte.